# Amós de Escalante
Amós de Escalante y Prieto (Santander, 31 de marzo de 1831-Santander, 6 de enero de 1902) fue un literato español, autor de diversas obras en prosa y poéticas ambientadas en su mayor parte en su tierra, Cantabria.

## Biografía
Nacido en Santander, era hijo de un alcalde de la ciudad, Cornelio de Escalante, y de Petronila Prieto, además de descendiente de ilustres linajes montañeses. Estudió en el Instituto Cántabro, como hicieron Pereda y Menéndez Pelayo. Se licenció en Ciencias Físicas y Naturales en la Universidad Central de Madrid. No obstante, su pasión y vocación literaria, le llevó a participar con artículos en la prensa santanderina y madrileña.
Fue un destacado cronista del diario La Época, donde se hizo célebre con el seudónimo de Juan García;  y un asiduo colaborador del Semanario Pintoresco Español, de La Tertulia, de La Ilustración Española y Americana, del Boletín de Comercio, de El Atlántico, y de la Revista Cántabro-Asturiana, entre otras publicaciones. En marzo de 1860 fallece su madre y, a partir de ese momento, su actividad literaria se multiplica en diversos periódicos. En 1880 se casa con María de la Colina y de la Mora, y se traslada a la capital cántabra, que ya no abandonará hasta su muerte.
Emplea tanto la prosa como el verso, firmando con el seudónimo de Juan García. Sus buenas maneras, y saber estar, llevaron a Juan Valera a decir de él en cierta ocasión a Menéndez Pelayo que era el mejor educado de los hombres. Menéndez Pelayo dijo en cierta ocasión que «los libros de Escalante los tengo sobre la mesa para aprender de ellos cada día». Sus aficiones arqueológicas y eruditas y el apego a las tradiciones de su tierra, así como su preferencia por la estética del romanticismo, le llevaron a cultivar con éxito el género de la novela histórica. Es uno de los más destacados miembros de la escuela montañesa. Murió el 6 de enero de 1902, en su casa del barrio santanderino de Becedo, en la calle que lleva su nombre. En su casa natal tiene una placa que recuerda dónde nació el literato.

## Obras

### Prosa
- Del Manzanares al Darro (1863)
- Del Ebro al Tíber (1864)
- Costas y montañas. Libro de un caminante (1871)
- En la playa (acuarelas) (1875)
- Ave Maris Stella. Historia montañesa del siglo XVII (1877)
- El Veredero (1873)
- Doctoral y penitenciario (1875)

### Verso
- Marinas
- Flores
- En la Montaña (1890)